# Magnus Broo
Magnus Croo (Huskvarna, 27 juni 1965) is een Zweedse jazztrompettist.

## Biografie
Magnus Broo groeide op in Västervik en woonde vervolgens in Visby, voordat hij van 1984 tot 1990 aan de North Texas State University studeerde. Na zijn terugkeer in Zweden speelde hij van 1991 tot 1999 in de band van Fredrik Norén en in het orkest van Lennart Åberg. In 1995 werkte hij aan Jan Wallgrens album Raga, Bebop and Anything en in 1996 werkte hij samen met saxofonist Lars Gulliksson.
Broo, die stilistisch sterk gebaseerd is op de freejazz van Ornette Colemans bands uit de jaren 1960, nam vanaf 1999 twee albums op met zijn kwartet, die werden uitgebracht bij Dragon Records. Torbjörn Gulz (piano), Mattias Welin (bas) en Jonas Holgersson (drums) spelen in zijn kwartet. Hij werkte ook met het Stockholm Jazz Orchestra, Amanda Sedgwick, de Noorse band Atomic en vanaf 2000 met het Fredrik Nordström Quintet. Sinds 2009 maakt hij deel uit van het Noors-Zweedse kwartet I.P.A. (met Håkon Mjåset Johansen, Ingebrigt Håker Flaten en Atle Nymo), dat in 2016 werd uitgebreid tot een kwintet met Mattias Ståhl en verschillende albums uitbracht.
Hij is lid van de Angles 9-formatie rond Martin Küchen en het Fire! Orchestra rond Mats Gustafsson.

## Discografie

### Soloalbums
The Magnus Broo Quartet
- 1999: Sudden Joy (Dragon Records), live opname
- 2002: Levitation (Dragon Records)[1]
- 2003: Sugarpromise (Moserobie Music)
- 2008: Painbody (Moserobie Music)

Magnus Broo Trio
- 2018: Rules (Moserobie Music)

Andere projecten
- 2008: Game (PNL), met Paal Nilssen-Love
- 2010: Swedish Wood (Moserobie)[2]
- 2013: Bubble (Moserobie)

### Samenwerkingen
Binnen Atomic
- 2001: Feet Music (Jazzland Recordings)
- 2003: Boom Boom (Jazzland Recordings)
- 2004: Nuclear Assembly Hall (Okka Disk), met School Days
- 2005: The Bikini Tapes (Jazzland Recordings), live opname
- 2006: Happy New Ears (Jazzland Recordings)
- 2008: Retrograde (Jazzland Recordings)
- 2008: Distil (Okka Disk), met School Days
- 2010: Theater Tilters (Jazzland Recordings)
- 2011: Here Comes Everybody (Jazzland Recordings)
- 2013: There's A Hole in the Mountain (Jazzland Recordings)
- 2015: Lucidity (Jazzland Recordings)
- 2017: Six Easy Pieces (Odin Records)
- 2018: Pet Variations (Odin Records)

Met Fredrik Nordström Quintet
- 2004: Moment (Moserobie Music)
- 2005: No Sooner Said Than Done (Moserobie Music)
- 2008: Live in Coimbra (Clean Feed)

Met Adam Lane, Ken Vandermark en Paal Nilssen-Love
- 2007: 4 Corners (Clean Feed)

Binnen Boots Brown
- 2007: Boots Brown (Slottet Records)
- 2014: Dashes To Dashes (Häpna Records)

Binnen Angles
- 2008: Every Woman Is A Tree (Clean Feed)
- 2010: Epileptical West : Live in Coimbra (Clean Feed)

Met Marilyn Crispell
- 2009: Collaborations (Leo Records)

Binnen The Godforgottens
- 2009: Never Forgotten, Always Remembered (Clean Feed)

Binnen IPA
- 2009: Lorena (Bolage Records)
- 2011: It's A Delicate Thing (Bolage Records)

Binnen The Resonance Ensemble
- 2011: Kafka in Flight (Not Two Records)
- 2012: What Country Is This? (Not Two Records)
- 2013: Head Above Water, Feet Out of the Fire (Not Two Records)

Binnen Platform
- 2012: Takes Off (Clean Feed)

Binnen Angles 9
- 2013: In Our Midst (Clean Feed)
- 2014: Injury (Clean Feed)

- Bibliothèque nationale de France: cb16277622f (data)
- Gemeinsame Normdatei: 13479852X
- International Standard Name Identifier: 0000 0000 5698 0141
- Library of Congress Control Number: nr2003027608
- MusicBrainz: d4276ebe-d109-42a4-bb58-bba13dd5f5ed
- Nationale Bibliotheek van Israël: 987007320769705171
- Système universitaire de documentation: 169170551
- Virtual International Authority File: 170119662
- WorldCat: E39PBJqFRqBpPPH6PyrtGqY9Dq